# Saw Lightning
«Saw Lightning» — песня американского музыканта Бека. Она была выпущена первым синглом из его четырнадцатого студийного альбома Hyperspace в 2019 году. Песня была сонаписана Беком и Фарреллом Уильямсом. На этой песне Уильямс исполняет дополнительные вокальные партии, а также играет на клавишных и ударных.

## История
Бек сказал: «Я записывал пластинку под названием Midnite Vultures и пока мы её записывали, я помню только появились the Neptunes [продюсерский дуэт Фаррелла] и я подумал: следующая моя пластинка будет с ними; и вот это произошло 20 лет спустя».

## Рецензии
Дэниел Крепс из журнала Rolling Stone написал, что песня «совмещает в себе звенящую акустическую гитару прошлых работ Бека с танцевальными, запоминающимися битами его прошлого LP — Colors».

## Хит-парады
| Хит-парад (2019)                             | Лучшая позиция |
| -------------------------------------------- | -------------- |
| США (Billboard Hot Rock & Alternative Songs) | 19             |
| США (Billboard Adult Alternative Songs)      | 3              |
| США (Billboard Alternative Airplay)          | 25             |
| США (Billboard Rock & Alternative Airplay)   | 25             |